# Копець (Свентокшиське воєводство)
Копець (пол. Kopiec) — село в Польщі, у гміні Іваніська Опатовського повіту Свентокшиського воєводства.
Населення — 61 особа (2011).
У 1975-1998 роках село належало до Тарнобжезького воєводства.

## Демографія
Демографічна структура на день 31 березня 2011 року:
|          | Загалом | Допрацездатний вік | Працездатний вік | Постпрацездатний вік |
| -------- | ------- | ------------------ | ---------------- | -------------------- |
| Чоловіки | 38      | 6                  | 28               | 4                    |
| Жінки    | 23      | 4                  | 13               | 6                    |
| Разом    | 61      | 10                 | 41               | 10                   |